# زیست‌مؤثره
زیست‌مؤثره یا ماده مؤثره زیستی (bioeffector)، میکروارگانیسم‌های زنده یا ترکیبات طبیعی فعال هستند که مستقیم یا غیرمستقیم بر عملکرد گیاه (کود) تأثیر دارد، و در نتیجه پتانسیل کاهش کود و استفاده از آفت کش در تولید محصول را دارد.

## انواع
یک اثر مستقیم یا غیرمستقیم بر عملکرد گیاه از طریق تأثیر بر اجرای عملکردی یا فعال شدن مکانیسم‌های بیولوژیکی، به ویژه آن‌هایی که تداخل با فعل و انفعالات میکروب گیاه خاک دارند می‌باشد. در مقابل کودهای معمولی و آفت کش‌ها، اثر bioeffectors بر پایه ورودی مستقیم قابل توجهی از مواد مغذی گیاهی معدنی، یا در شکل‌های معدنی یا آلی قرار ندارد.
فرآورده‌های در حال استفاده:
- باقی‌مانده‌های میکروبی
- محصولات تقویت‌کننده مغذی گیاهان و تخمیر
- عصاره‌ای از گیاه و جلبک

مواد زیست‌موثره (Bioeffector) (عوامل زیستی) به عنوان محصولات آماده فرموله می‌شود:
- با هدف تحریک رشد گیاه (زیستی محرک)،
- با بهبود کسب مواد مغذی گیاه (کودهای زیستی)،
- برای محافظت از گیاهان از عوامل بیماری‌زا و آفات (عوامل کنترل بیولوژیک)
- یا به‌طور کلی برای پیشبرد بازده برداشت، آن‌ها می‌توانند شامل یک یا چند محرک زیستی به همراه مواد دیگر باشند[۳]